# ブローミステガ
ブローミステガ（Broomistega）は、約2億5,100万- 約2億4,970万年前（中生代三畳紀初期）のゴンドワナ大陸中央部（現在のアフリカ南部を含む）に生息していた原始的両生類。
迷歯亜綱- 分椎目- リネスクス科に分類されている。同科は本種を最後として絶滅した。

## 学名
属名は、本属の模式種を Lydekkerina putterilli （リデッケリナ〈ライデッケリナ〉・プッテリッリ）として記載した Edytujesz Broom の名前とギリシア語「stegos (roof、cover、屋根、覆い)」をともに組み合わせた献名であり、「Broom氏の、覆いのような鎧ふうの肋骨を持つもの」との命名意図を持つ。

## 特徴
同科の中で最小の種であり、頭骨長は約11cm。幼形成熟していた。そのこともあり、かつては前述のリデッケリナの仲間かウラノケントロドンの幼体と考えられていたが、今日では、生態的に制限を受ける環境の下で小型化した種であったと推定されている。